# Dissertazione sopra l'anima delle bestie
Dissertazione sopra l'anima delle bestie è un'opera giovanile di Giacomo Leopardi.
L'opera è il primo incontro filosofico con l'animalità da parte di un Giacomo Leopardi giovanissimo, che si sforza di cogliere il senso di un dibattito, vivissimo nel XVII e nel XVIII secolo, sull'anima dei "bruti", iniziando così un percorso che lo condurrà da un'appropriazione di temi culturali a una loro ricomposizione, su un terreno di personale riflessione; percorso che lo condurrà a una posizione singolarmente attuale, motivata con una straordinaria ricchezza di argomentazioni e acute osservazioni.